# Shen Yue
Shen Yue (441-513) was een Chinees dichter, staatsman en historicus, werkzaam onder drie van de Zuidelijke Dynastieën, de Liu Song-dynastie (420-479), de Zuidelijke Qi-dynastie (479-502) en de Liang-dynastie (502-557). Hij was een van de belangrijkste dichters van zijn tijd en een leidende geleerde voor muziek. Verder formuleerde hij als eerste voorschriften voor het gebruik van tooncontrasten voor het verkrijgen van eufonie (welluidendheid) in poëzie. Shen Yue was ook de samensteller van het Boek van de Song, een van de boeken uit de Vierentwintig Geschiedenissen, de verzameling officiële geschiedenissen van Chinese keizerlijke dynastieën. Zijn omgangsnaam was Xiuwen. Hij was een aanhanger van het Boeddhisme en het Taoïsme.

## Biografie

### Vroege jaren
Shen Yue werd geboren in 441 en behoorde tot een vermogende familie uit Wukang (武康) in de commanderie Wuxing in Huzhou in de huidige provincie Zhejiang. Daar had zijn familie sinds de eerste eeuw na Chr. militaire functies bekleed. Zij waren aanhangers van het Taoïsme en volgden daarbij de zuidelijke traditie van de "Weg van de Hemelse Meester" (Nan tianshi dao, 南天師道).
De vader van Shen Yue, Shen Pu (沈璞, 416–453), was in dienst bij kroonprins Liu Shao, die in 453 zijn vader, keizer Wen (r.424-453) van de Liu Song-dynastie liet vermoorden en zichzelf tot keizer uitriep. Hij werd na drie maanden verslagen door zijn broer Liu Jun (de latere keizer Xiaowudi, r.453-464) die hem met zijn gehele gezin liet terechtstellen. Ook Shen Pu werd als lid van zijn gevolg bestraft en in (mei/juni) 453 onthoofd. Shen Yue was toen twaalf jaar oud en vond met zijn moeder toevlucht in een boeddhistische of taoïstische tempel rond Wuxing.
Begin 454 kondigde keizer Xiaowu een amnestie af. Voor de periode 454-467 zijn nauwelijks gegevens over Shen Yue bekend. Hij zal zijn onderhouden door leden van de eigen clan en bracht veel tijd door met studie. Dit blijkt uit een mededeling in zijn autobiografie (juan 100 van zijn Boek van de Song). Hij zou toen hij 19 jaar was (dus rond 460) het plan hebben opgevat een geschiedenis van de voorafgaande Jin-dynastie (265-420) samen te stellen. Later kreeg hij daarvoor inderdaad keizerlijke toestemming, maar het werk bleef onvoltooid en raakte uiteindelijk verloren. Zijn door het Taoïsme ingegeven liefde voor ongerepte natuur en zijn levenslange passie voor bergtochten bleek voor het eerst uit een cyclus van vijf gedichten die hij rond 461 moet hebben geschreven, Zhongshan shi ying Xiyangwang jiao (鍾山詩應西陽王教, Gedichten over de Berg Zhong geschreven als antwoord op een aanwijzing door de prins van Xiyang). De Berg Zhong lag ten noordoosten van de hoofdstad Jiankang. Toen Shen Yue zich later op hoge leeftijd terugtrok uit het openbare leven betrok hij een gerenoveerde villa op de zuidelijke helling van deze berg.

### Ambtelijke loopbaan

#### Onder de Liu Song-dynastie (420-479)
In 467 ontving Shen Yue zijn eerste officiële benoeming. Hij werd persoonlijk secretaris (jishi, 記室) van Cai Xingzong (蔡興宗, 417–474), gouverneur van de provincie Ying (in de huidige provincies Hunan en Hubei). Shen behield die functie toen Cai in 472 werd overgeplaatst naar de provincie Jing (noordwest Hubei), maar werd ook magistraat van de prefectuur Juexi (厥熙) in de provincie Si. Na het overlijden van Cai in 474 keerde Shen Yue terug naar Ying, waar hij werd opgenomen in het gevolg van Liu Xie (劉燮, 470–479, de prins van Jinxi, 晉熙王), de zesde zoon van keizer Ming (r.466-472) die op driejarige (!) leeftijd was benoemd tot gouverneur van Ying. Vervolgens kreeg Shen Yue zijn eerste functie aan het keizerlijk hof, een benoeming bij het belastingbureau (shangshu duzhi lang, 尚書度支郎).

#### Onder de Zuidelijke Qi-dynastie (479-502)
In 479 schoof generaal Xiao Daocheng (蕭道成, 427–482)  op bloedige wijze de Liu Song-dynastie opzij en vestigde als keizer Gaodi zijn eigen (Zuidelijke) Qi-dynastie. Shen Yue werd vervolgens benoemd tot persoonlijk secretaris van Xiao Changmao (458–493, 蕭長懋, ook wel getranscribeerd als Xiao Zhangmao), gouverneur van de provincie Yong (in het huidige Hubei) en kleinzoon van de nieuwe keizer. Tegelijkertijd werd Shen magistraat van Xiangyang, de prefectuur van de provinciale hoofdstad. Tussen hem en Xiao Changmao ontstond een hechte vriendschappelijke band, gebaseerd op hun gemeenschappelijke belangstelling voor literatuur en het Boeddhisme. Xiao Changmao had twee boeddhistische monniken als mentor, Sengrou (僧柔, 431-494) en Huici (慧次, 434-490) die ook Shen Yue sterk hebben beïnvloed.
De vriendschap met Xiao Changmao bleef bestaan, ook toen zijn vader, Xiao Ze (蕭賾) in 482 keizer werd. Hij staat postuum bekend als keizer Wu (r.482-493) en installeerde zijn zoon Xiao Changmao als troonopvolger. Die ontving de titel (kroon)prins Wenhui (Wenhui taizi, 文惠太子) en benoemde na zijn terugkeer naar de hoofdstad Jiankang Shen Yue tot bevelhebber van de infanterie (bubing xiaowei, 步兵校尉) van zijn persoonlijke lijfwacht en maakte hem tevens verantwoordelijk voor de paleisbibliotheek. Eveneens in 482 werd hij benoemd tot optekenaar (zhuzuo lang, 著作郎) en moest zo de dagboeken van activiteit en rust bijhouden. Dat waren dagelijkse overzichten van uitspraken en daden gedaan door de keizer. In 484 kreeg hij tevens een functie binnen het Centraal Secretariaat (zhongshu lang, 中書郎) en werd Zhongzheng (中正) voor de commanderie Wuxing. In die hoedanigheid selecteerde en beoordeelde hij kandidaten uit zijn geboortestreek voor een eventuele benoeming tot ambtenaar. Verder kwam hij als bestuurder bij het directoraat van onderwijs (Situ you zhangshi, 司徒右長史) in dienst bij Xiao Ziliang (蕭子良, 460–494), de prins van Jingling (竟陵王) en jongere broer van de kroonprins. Shen Yue bleef bij hem in dienst, ook toen de prins in 486 generaal van de cavalerie (cheqi jiangjun, 車騎將軍) werd.
Tussen 487 en 494 behoorde Shen Yue tot de literaire kring rond de prins van Jingling (Xiao Ziliang). De kring omvatte 70 tot 100 leden, waaronder 35 boeddhistische monniken. De belangrijkste leden waren de "Acht Vrienden van de prins van Jingling" (Jingling ba you, 竟陵八友). Dat waren, behalve Shen Yu ook Xiao Yan (蕭衍, 464–549, die in 502 de Liang-dynastie zou stichten), Xie Tiao (謝朓, 464–499), Wang Rong (王融, 467–493), Xiao Chen (蕭琛, 478–529), Fan Yun (范雲, 451–503), Ren Fang (任昉, 460–508) en Lu Chui (陸倕, 470–526). Tijdens die bijeenkomsten schreef Sheng Yue een groot aantal yongwu-gedichten (yongwu shi, 詠物詩), poëzie waarbij een persoon of object uitvoerig wordt beschreven en verder gedichten gebaseerd op yuefu uit de Han-dynastie. De stijl van de gedichten uit de periode 483-493 wordt Yongming (永明) genoemd, naar de jaartitel van keizer Wu.
In dezelfde periode formuleerde Shen Yue, samen met Wang Rong en Xie Tiao voorschriften voor het gebruik van tooncontrasten in gedichten zodat ze welluidender (eufonie) werden. In 486 kreeg Shen Yue opdracht van de keizer om een geschiedenis van de voorafgaande Liu Song-dynastie samen te stellen. Hij presenteerde deze Songshu het jaar daarop aan de troon.
Om aan de bloedige troonstrijd die volgde op de dood van keizer Wu te ontsnappen, verliet Shen Yue in 494 de hoofdstad om de post van gouverneur van Dongyang in de huidige prefectuur Jinhua van de provincie Zhejiang te aanvaarden. Daar liet hij op de Jinhua-Berg (Jinhua shan, 金華山) de Toren van de Mystieke Vervoering (Xuanchang lou, 玄暢樓) bouwen. Uit gedichten die hij daar schreef kwam een interne tweestrijd naar voren. Van de ene kant wilde hij zich als een kluizenaar terugtrekken in de natuur om zo een persoonlijke, door het Taoïsme beïnvloede transcendentie te bereiken. Van de andere kant wilde hij zijn ambtelijke functies aan het hof niet opgeven, vanwege verplichtingen die hij tegenover het keizershuis meende te hebben. Deze tweestrijd kwam het best tot uiting in een reeks van acht gedichten (Ba yong shi, 八詠詩), die hij in de toren had geschreven en die daarom ook bekend stond als de Toren van de acht gedichten (Ba yong lou, 八詠樓). Tijdens zijn verblijf in Dongyang raakte hij bevriend met de taoïstische monnik Shi Huiyue (釋慧約), die later met hem zou terugkeren naar de hoofdstad. Ook zocht hij contact met Tao Hongjing (陶弘景, 456–536), de taoïstische geleerde die zich had teruggetrokken op de Maoshan (茅山), waar hij leiding gaf aan de taoïstische school van de "Hoogste Helderheid" (Shangqing, 上清) en werkte aan de eerste Daozang, de taoïstische canon. Uit gedichten blijkt dat Shen Yue hem bijzonder respecteerde en bewondering had voor de daadwerkelijke opgave van al zijn ambtelijke functies om zich vervolgens volledig in de natuur terug te trekken.

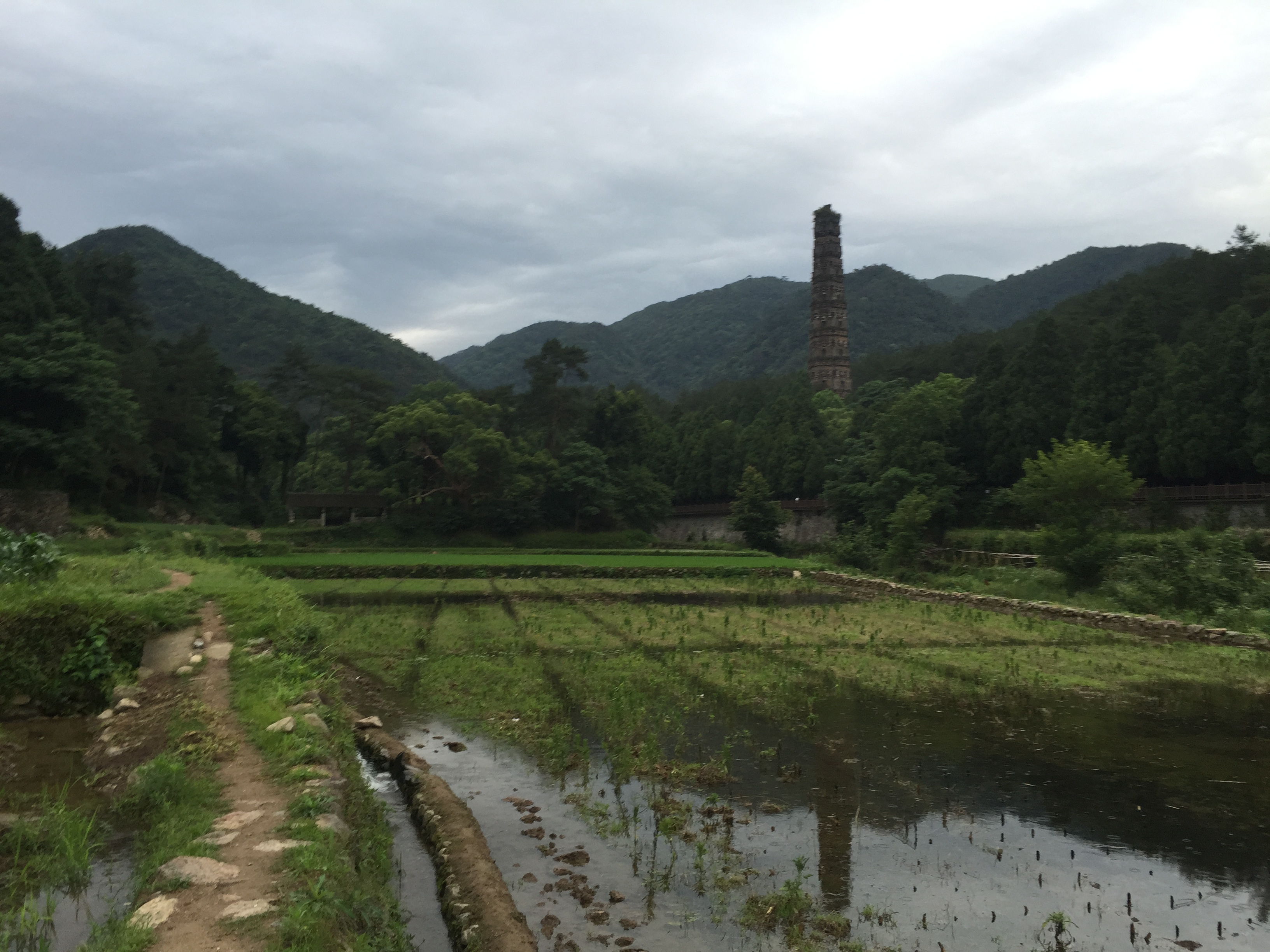
Zicht op de Tiantai Berg.

Met de troonsbestijging van Xiao Luan (蕭鸞, postuum bekend als keizer Ming, r.494-498) leek het dat er weer een stabiel bestuur zou komen. Shen Yue keerde eind 494 terug naar de hoofdstad, werd hoofd van het legerdepartement (Wubing shangshu, 五兵尚書) en kreeg een functie binnen de staatsacademie (Guozi jijiu, 國子祭酒). Na de dood van keizer Ming volgde er opnieuw een periode van wanbestuur onder de nieuwe keizer Xiao Baojuan (r.498-501, postuum bekend als de Markies van de Duisternis in het oosten, Donghun hou, 東昏侯). Shen Yue kreeg in 498 opdracht tien taoïstische priesters te begeleiden naar de Tiantai Berg (Tiantai shan, 天台山) in zuidelijk Zhejiang, waar ze in een taoïstisch klooster moesten bidden voor een lang voortbestaan van de dynastie. Shen Yue kreeg zo een kans zich opnieuw terug te trekken in de bergen. Toch besloot hij het jaar daarop weer terug te keren naar de hoofdstad. Er was daar een opstand uitgebroken tegen keizer Xiao Baojuan. Shen Yue nam vanwege zijn wanbestuur definitief afstand van de keizerlijke dynastie en koos eind 499 (voor het eerst!) partij in de machtsstrijd aan het hof.

#### Onder de Liang-dynastie ((502-557)
Na zijn terugkeer steunde hij generaal Xiao Yan (蕭衍, 464–549) die een gewapende opstand tegen de keizer was begonnen. Net als Shen Yue was ook hij een lid van de literaire kring rond Xiao Ziliang (de prins van Jingling) geweest. Toen de keizer in 501 om het leven was gebracht plaatste Xiao Yan de 13-jarige broer van Xiao Baojuan als marionet op de troon. De jongen staat postuum bekend als keizer He. Xiao Yan dwong hem in 502 tot troonsafstand, verklaarde zich tot de nieuwe keizer (met als postume naam Wudi, r.502-549) en vestigde zo de Liang-dynastie (502–557). Shen Yue had hem geadviseerd om niet alleen als keizer zelf de macht over te nemen, maar ook om de afgezette jonge keizer te laten doden, wat vervolgens gebeurde. Shen werd voor zijn steun beloond met een leengoed en werd hoofd van het keizerlijk secretariaat (Shangshu ling, 尚書令). Het lukte hem echter niet om zijn hoogste ambitie te verwezenlijken. Toen een nieuwe sangong (三公, de drie hertogen, de drie hoogste ambtelijke functies in het keizerrijk) moest worden benoemd, vond keizer Wu hem daarvoor "te licht en te eenvoudig" (qingyi, 輕易).
In 503, toen Xie (謝氏), zijn moeder, overleed trok Shen Yue zich terug om de gebruikelijke rouwperiode van drie jaar in acht te nemen. Hij werd in 505 door keizer Wu teruggeroepen om leermeester (taizi shaofu, 太子少傅) te worden van Xiao Tong (蕭統, 501–531) de toen vierjarige zoon van de keizer en zijn aangewezen troonopvolger. Xiao Tong zou later de samensteller worden van de invloedrijke bloemlezing Wen Xuan (文選, Keuze van teksten), waarin hij 13 gedichten van Shen Yue liet opgenomen.
In 507 trok Shen Yue zich grotendeels terug uit het openbare leven en betrok een villa die hij op de zuidelijke helling van de Berg Zhong had laten verbouwen. Wel bezocht hij het hof nog regelmatig. Shen Yue overleed in 513, toen hij 73 jaar oud was. Keizer Wu verleende hem postuum de titel Yin hou (隱侯, de "teruggetrokken markies"). Zijn autobiografie bevindt zich in juan 100, het nawoord van het door hemzelf samengestelde Boek van de Song en zijn officiële biografie in juan 13 van het Boek van de Liang en juan 57 van de Geschiedenis van het Zuiden. Er is geen naam van een echtgenote overgeleverd, wel die van twee zonen, Shen Xuan (沈旋) en Shen Qu (沈趨) en van twee kleinzonen (kinderen van Shen Xuan): Shen Shi (沈寔) en Shen Zhong (沈眾, 503-558).

## Literaire bijdragen
Het bibliografisch hoofdstuk van het Boek van de Sui (Suishu) en de beide dynastieke geschiedenissen van de Tang (het Oud Boek van de Tang en het Nieuw boek van de Tang) vermelden voor Shen Yue 100 juan aan verzameld werk. Aan het eind van de Zuidelijke Song (1127-1279) waren er daar nog maar negen juan van over. Veel van de huidige beschikbare werken zijn dan ook latere reconstructies uit ander bewaard materiaal.

### Proza
Er zijn ongeveer 190 prozawerken van Shen Yue overgeleverd. Voor een deel gaat het om gelegenheidsproza zoals bepalingen en decreten (zhi, 制) opgesteld in opdracht van de keizers van de Zuidelijke Qi-dynastie (479-502) en van keizer Wu (r.502-549) van de Liang-dynastie. Voor een ander deel gaat het om boeddhistische teksten. Die zijn in de 7e eeuw verzameld door de boeddhistische monnik Daoxuan (道宣, 596-667) in zijn Guang hongming ji (廣弘明集). Het gaat daarbij vooral om memoranda (shu, 疏) en verhandelingen (lun, 論) over onderwerpen als karma, verlichting en de betekenis van mededogen (cibei, 慈悲, bedoeld is karuṇā, Sanskriet: करुणा).

#### Geschiedschrijving
Shen Yue was de samensteller van een aantal geschiedeniswerken, waaronder Songshu (宋書, Geschiedenis van de Song) in 100 juan, Jinshu (晉書, Geschiedenis van de Jin) in 110 juan, Qiji (齊紀, de annalen van Qi) in 20 juan en Gaozu ji (高祖紀, Annalen van keizer Gaozu) in 14 juan. Verder schreef hij een commentaar op de Bamboe-annalen, een verhandeling over geschriften uit de (Liu) Song-dynastie (Song shi wenzhang zhi, 宋世文章志) en een werk over postume namen en titels. Met uitzondering van Songshu zijn al deze werken verloren geraakt.
In de lente van 487 kreeg Shen Yue van keizer Wu (r.482-493) opdracht een geschiedenis van de voorafgaande Liu Song-dynastie (420-479) samen te stellen. Hij kon daarbij gebruik maken van werk dat eerder was verricht door He Chengtian (何承天, 370–447), Su Baosheng (穌寶生, †458) en Xu Yuan (徐爰, 394-475). Zij waren tot het jaar 464 gekomen, zodat Shen Yue de periode tot 479 zelf nog moest aanvullen. Ook de biografie van Xie Lingyun (謝靈運, 385-433, juan 67) en de verhandelingen over gunstige voortekenen (furui zhi, 符瑞志, juan 27-29) en muziek (yue zhi, 樂志, juan 19-22) waren van zijn hand. Met name zijn verhandeling over muziek is van bijzondere aard. Oudere muziekverhandelingen beperkten zich tot teksten van ceremoniële liederen die aan het hof werden gezongen, Shen Yue daarentegen verzamelde in zijn verhandeling teksten van liederen in de yuefu-stijl, die vanaf de Han-dynastie zowel aan het hof als door het volk werden gezongen. Zij omvatte zo de gehele periode 206 v.Chr.-502 na Chr. Verder bevatte zijn verhandeling gegevens over muziekgeschiedenis en muziektheorie en een gedetailleerde beschrijving van muziekinstrumenten. Hij verdeelde die naar het materiaal waar ze van waren gemaakt in acht categorieën: metaal (bellen en gongs), steen (lithofonen), aardewerk (ocarinas), leer (trommels), snaren (harpen en guqin), hout (ratels), kalebas (mondharpen) en bamboe (fluiten).

### Poëzie
Er zijn in totaal 238 gedichten van Shen Yue overgeleverd, waarvan er 59 zijn geschreven voor officiële aangelegenheden. De belangrijkste bloemlezingen waarin gedichten van hem zijn opgenomen zijn Yutai xinyong (玉臺新詠, Nieuwe zangen van het Jade Terras) uit 540 met 31 werken en Wen Xuan (文選, Keuze van teksten) door zijn leerling kroonprins Xiao Tong (蕭統, 501–531) met 13 gedichten. Ook Han Wei Liuchao baisan jia ji (漢魏六朝百三家集, Verzamelde gedichten van honderd en drie dichters uit de Han, Wei en Zes Dynastieën), een bloemlezing uit de Ming-dynastie (1368-1644) door Zhang Pu (張溥, 1602-1641) bevat een apart hoofdstuk gewijd aan Shen Yue.

#### Theorie van de tooncontrasten
In de vijfde en zesde eeuw kende het Middelchinees vier woordtonen (Si sheng, 四聲, niet te verwarren met de vier tonen in het moderne standaard Chinees). Ze waren door Shen Yue beschreven in zijn Tabel van de vier tonen (Si sheng pu, 四聲譜), vermoedelijk een rijmwoordenboek gerangschikt naar die vier toonsoorten. Het werk staat nog vermeld in juan 32 van Suishu, maar moet daarna verloren geraakt. De vier woordtonen waren:
- vlak (ping, 平, de moderne eerste en tweede toon);
- stijgend (shang, 上, de moderne derde toon);
- gaand (qu, 去, de moderne vierde toon);
- ingehouden (ru, 入, voor lettergrepen die uitgingen op de stemloze plosieven - p, - t of - k. Deze toon bestaat niet meer in het moderne standaard Chinees).

Deze vier woordtonen werden verdeeld over twee categorieën: vlak (ping, 平, bevatte uitsluitend de vlakke woordtoon) en hellend (ze, 仄, bevatte de overige drie woordtonen). De woorden van de vlakke tooncategorie zouden wat langer en gerekter uitgesproken zijn dan die van de hellende categorie.
Shen Yue ontwikkelde voorschriften voor de volgorde van de tonen van de woorden per versregel zodat een soort metrum ontstond. Hij ontdekte het toonsysteem via teksten die door boeddhistische monniken in de literaire kring rond Xiao Ziliang (460–494) werden gereciteerd, maar ook via discussies met vertalers van boeddhistische teksten uit het Sanskriet. Deze taal kende in tegenstelling tot het Chinees veel lettergrepen per woord en een groot aantal vervoegingen, waardoor er ritmische mogelijkheden ontstonden die het Chinees niet kende. Net als bij muziek moesten volgens Shen Yue ook de tonen in een gedicht op evenwichtige wijze zijn verdeeld. Hij beschreef in zijn Sisheng babing (四聲八病, Vier tonen en acht gebreken) acht combinaties ("gebreken") die die welluidendheid in gedichten zouden verstoren en daarom dienden te worden vermeden. De eerste vier "gebreken" hebben te maken met de tonen zelf, de overige vier gaan over consonantie (gelijkluidendheid). De benamingen voor de acht "gebreken" zijn afkomstig uit de kalligrafie:
1. vlak hoofd (pingtou, 平頭): ontstaat als bij een dubbelvers met elk vijf lettergrepen de woordtoon van de eerste lettergreep gelijk is aan die van de zesde of de tweede aan de zevende. Hierbij weegt bij de tweede combinatie de fout zwaarder. Ook tellen vlakke tonen zwaarder dan niet-vlakke tonen.
2. stijgende staart (shangwei, 上尾): ontstaat als de toon van de laatste lettergreep van het eerste halfvers (lettergreep 5) gelijk is aan die van het tweede halfvers (lettergreep 10).
3. wespentaille (fengyao, 蜂腰): ontstaat als van een vers met vijf lettergrepen de tweede en de vijfde lettergreep dezelfde toon hebben. Na de tweede lettergreep valt een cesuur. Dezelfde toon bij het begin van de cesuur en aan het einde van een versregel wordt gevoeld als het accentueren van een taille.
4. knie van de kraanvogel (hexi, 鶴膝): ontstaat als in een vierregelig gedicht met elk regel vijf lettergrepen de vijfde lettergreep (het einde van eerste regel) dezelfde toon heeft als lettergreep 15 (het einde van de derde regel). Het hoofdrijm valt steeds op het einde van de tweede regel, zodat het identieke rijm van de oneven regels het rijm van de tussenliggende even regel isoleert en op een uitstulping laat lijken, net als het kniegewricht dat bij een kraanvogel doet.
5. groot rijm (dayun, 大韻): bij een dubbelvers met elk vijf lettergrepen heeft een van de voorafgaande negen lettergrepen hetzelfde rijm als het eindrijm, dat wil zeggen het rijm van de tiende lettergreep.
6. klein rijm (xiaoyun, 小韻): bij een dubbelvers met elk vijf lettergrepen hebben lettergrepen los van het eindrijm hetzelfde rijm.
7. zijdelingse knoop (pangniu, 旁紐): in een dubbelvers staan twee gedeeltelijke homofonen, dat wil zeggen met dezelfde beginklank.
8. directe knoop (zhengniu, 旁紐): in een dubbelvers staan twee volledige homofonen, dus dezelfde begin- en eindklank. Als alleen de woordtoon of (bij de ingehouden toon) de plosief aan het eind verschilt, wordt de lettergreep niet als volledig homofoon beschouwd.

Het bewuste gebruik van de woordtonen bij het schrijven van gedichten leidde in de loop van de zesde en zevende eeuw tot drie nieuwe vormen binnen de poëzie, lüshi (律詩, normgedicht), jueju (絕句, knotvers) en pailü (排律, aaneengerijde normen). Zij beleefden een bloeitijd onder de Tang-dynastie.

#### Belangrijkste gedichten

##### Yongming-stijl
De stijl van de gedichten uit de periode 487-494 wordt Yongming (永明) genoemd, naar de jaartitel die keizer Wu tussen 483 en 493 hanteerde. Dit was de periode waarin de bijeenkomsten van de literaire kring rond de prins van Jingling plaatsvonden, waarvan Shen Yue tussen 487 en 494 een prominent lid was. Er werden toen veel gedichten in wedstrijdverband geschreven, waarbij de deelnemers moesten variëren op een bestaand gedicht. Dit was vaak een yuefu-gedicht uit de Han-dynastie. Shen Yue deed dit op een creatieve manier waardoor de nieuwe versie inhoudelijk sterk afweek van het oorspronkelijke werk. Een voorbeeld is het Lied van Luofu (Luofu xing, 羅敷行), een ballade uit de vroege derde eeuw. Oorspronkelijk beschrijft het gedicht hoe Luofu, een mooi meisje uit de tijd van de Strijdende Staten een man die haar avances maakte weerstand weet te bieden door net te doen alsof ze al een echtgenoot had. Shen Yue noemde zijn versie Reis naar de zuidoostelijke hoek van de zonsopkomst (日出東南隅行, richu dongnan yu xing), het openingsvers van het oorspronkelijk gedicht. (klik hier). Vervolgens beschrijft hij op sensuele wijze de charmes van zowel het meisje als haar (nu wel bestaande!) echtgenoot en laat zijn gedicht abrupt eindigen als het echtpaar naar bed gaat. Er zijn van Shen Yue 38 yuefu-gedichten overgeleverd.
Van Shen Yue zijn ook een groot aantal yongwu-gedichten overgeleverd. Yongwu shi (詠物詩) is poëzie waarbij een onderwerp uitvoerig wordt beschreven. Dat kon van alles zijn, maar beschrijvingen van mooie vrouwen, hun charmes en hun gevoelens waren bijzonder geliefd. Zij vormden de voorloper van de bloemrijke paleisstijlpoëzie (gongtishi 宮體詩) die bloeide tijdens de Liang-dynastie (502-557) en Chen-dynastie (557-589). Een bekend liefdesgedicht van Shen Yue is getiteld Zes herinneringen (六憶, Liu yi), waarvan er slechts vier bewaard zijn gebleven. Hij beschrijft zijn geliefde op verschillende momenten van een dag, bij binnenkomst, als ze gaat zitten, als ze aan het eten is en terwijl ze slaapt.

##### Taoïstische beïnvloeding
Net als zijn familie had ook Shen Yue een taoïstische opvoeding genoten. Hierdoor hield hij zijn leven lang belangstelling voor een teruggetrokken leven in de natuur, op zoek naar transcendentie. Een eerste indicatie vormt een cyclus van vijf gedichten die hij rond 461 moet hebben geschreven, Zhongshan shi ying Xiyangwang jiao (鍾山詩應西陽王教, Gedichten over de Berg Zhong geschreven als antwoord op een aanwijzing door de prins van Xiyang). Dit verlangen werd versterkt door de bloedige machtsstrijd die volgde op de dood van keizer Wu (r.482-493). In 493 aanvaardde hij de post van gouverneur van Dongyang (in de huidige prefectuur Jinhua), ver weg van de hoofdstad Jiankang. Hij wilde de bergen intrekken om zo een teruggetrokken bestaan te kunnen gaan leiden. Dit bleek indirect uit Chou de fu (酬德賦, fu over het beantwoorden van een goede daad) een rijmproza (fu) dat zijn vriend Xie Tiao (謝朓, 464–499) in 498 voor Shen Yue maakte. Hij beschreef Dongyang als "een plaats waar je je kunt verbergen en een droom over een transcedent leven kunt koesteren" (De yin xu er huai xian, 地隱蓄而懷僊). Onderweg naar Dongyang schreef hij het gedicht "Het water van de Xin'an-rivier is erg helder, ondiep of diep blijft de bodem zichtbaar, opgedragen aan mijn vrienden in de hoofdstad" (Xin'an jiangshui zhiqing, qianshen jiandi, yi jingyi youhao, 新安江水至清, 淺深見底, 貽京邑遊好). Shen Yue geeft hier aan te willen breken met zijn vorig officiële leven. Het heldere water van de rivier zou zijn donkere twijfels hebben weggenomen.
In Dongyang liet hij op een berg de Toren van de Mystieke Vervoering bouwen met uitzicht over de bergen. Hij schreef daar een cyclus van acht gedichten (Ba yong shi, 八詠詩). De opbouw is bijzonder. De titels van de acht gedichten zijn steeds versregels van vijf lettergrepen en vormen achter elkaar gezet zelf ook weer een gedicht. In de eerste regel van elk gedicht worden de laatste drie lettergrepen van de titel herhaald. De acht gedichten beschrijven zijn steeds sterkere wens om een volledig teruggetrokken leven te willen leiden, maar ook twijfels of hij zijn keizer zomaar kan verlaten, Aan het einde van het laatste gedicht geeft hij plotseling aan terug te willen keren naar de hoofdstad. Dit kan te maken hebben gehad met de troonsbestijging van Xiao Luan (蕭鸞, postuum bekend als keizer Ming, r.494-498) en het vooruitzicht van een stabiel bestuur. Uit de "Beklimming van de Xuanchang Toren" (Deng Xuanchang lou, 登玄暢樓).een ander gedicht dat hij tegelijk met de "Acht gedichten" schreef, blijkt een mogelijke andere reden. Hij beschrijft de schoonheid van het berglandschap, waarna hij eindigt met "werkelijk schitterend, maar het is niet mijn geboortegrond" (信美非吾土, Xin mei fei wu tu). Dit kan duiden op heimwee. Een ander gedicht, "Teruggekomen van Liu de Perfecte vanaf de Oostelijke Bergtop" (Liu Zhenren Dongshan huan, 劉眞人東山澴) gaat over het afscheid dat hij neemt van zijn vriend Liu de Perfecte, een schimmige taoïstische figuur die in de bergen zou leven van het "drinken van de zon en van het eten van de rode (ochtend)wolken" (Riyin xiashi, 日飲霞食). Shen Yue beschrijft in het gedicht naast het landschap ook allerlei ontberingen die een kluizenaar kan tegenkomen, zoals de huilende wind, het afsterven van de flora en sneeuwbuien. Shen Yue had verder bijzonder veel respect voor Tao Hongjing (456–536), de leider van de taoïstische school van de "Hoogste Helderheid" (Shangqing, 上清), die op de Maoshan woonde, een bergketen in de nabijheid van Dongyang. Hoewel hij hem nooit heeft ontmoet, prees hij zijn discipline en vastberadenheid door zich volledig in de natuur terug te trekken. Dit kwam het duidelijkst tot uiting in het gedicht "Meester Tao van Huayang heeft zijn berg beklommen om niet meer naar beneden te komen" (Huayang tao xiansheng denglou bufu xia, 華陽陶先生登塿不復下).

##### Wonen buiten de stad
Kort nadat Shen Yue zich in 507 had terugtrokken uit het openbare leven en was verhuisd naar de zuidelijke helling van de Berg Zhong schreef hij zijn laatste grote werk. Dat was een fu (rijmproza) getiteld Jiao ju fu (郊居賦, Fu over het wonen buiten de stad), geschreven naar het voorbeeld van Shan ju fu (山居賦 (Fu over het wonen in de bergen) door Xie Lingyun (385–433). Het werk is integraal opgenomen in de officiële biografie van Shen Yue, juan 13 van het Boek van de Liang, telt 450 regels verdeeld over 41 stanza's en vormt een terugblik op zijn leven. De belangrijkste onderwerpen zijn:
- een overzicht van 15 generaties familiegeschiedenis,
- zijn levenslange wens om eigenlijk als kluizenaar te leven,
- de machtsovername door de Liang-dynastie en de wroeging over zijn advies om de 13-jarige laatste keizer van de Zuidelijke Qi alsnog te laten doden,
- een uitvoerige beschrijving van de flora, de fauna en het uitzicht over de bergen vanuit zijn villa,
- beschrijving van een mystieke reis door ruimte en tijd die hem los kon maken van de wereld,
- constatering dat er uiteindelijk geen samenhang in zijn leven is geweest.

### Geraadpleegde literatuur
(en)  Knechtges, David R., Shen Yue in: Knechtges, David R. en Chang Taiping (red.), Ancient and Early Medieval Literature. A Reference Guide (Handbuch der Orientalistik; 4. Abt., China; vol.25/2), Leiden (Brill) 2014, deel II, ISBN 978-90-04-19240-9, pp. 861- 869.
(en)  Mather, Richard B. The Poet Shen Yüeh (441–513). The Reticent Marquis, Princeton NJ (Princeton University Press) 1988, ISBN 978-06-91-06734-6, passim.
(de)  Jansen, Thomas, Höfische Öffentlichkeit im frühmittelalterlichen China. Debatten im Salon des Prinzen Xiao Ziliang, Freiburg (Rombach) 2000 (Rombach Wissenschaft, Bd. 11), ISBN 978-37-93-09247-6, pp. 69-75 (2.2 Die "Acht Freunde des Prinzen von Jingling" (Jingling ba you).

### Overige (niet gebruikte) literatuur
Olney, Charles D. The Six Dynasties Poet Shen Yueh, Columbia
University, 1971 (Master's thesis), v+133 pagina's, manuscript.
- Bibsys: 90529877
- Bibliothèque nationale de France: cb12222382p (data)
- CiNii: DA05639237
- Gemeinsame Normdatei: 118856073
- International Standard Name Identifier: 0000 0000 8218 6056
- Library of Congress Control Number: n84023442
- Bibliotheek van het Japanse parlement: 00742062
- Nationale bibliotheek van Australië: 36625497
- Nationale Bibliotheek van Israël: 987007268035705171
- Nederlandse Thesaurus van Auteursnamen: 144506068
- Système universitaire de documentation: 07431422X
- Trove: 1340737
- Virtual International Authority File: 35253946
- WorldCat: E39PBJmHDDp93HXYhVVtCFptrq